# Ordine cavalleresco

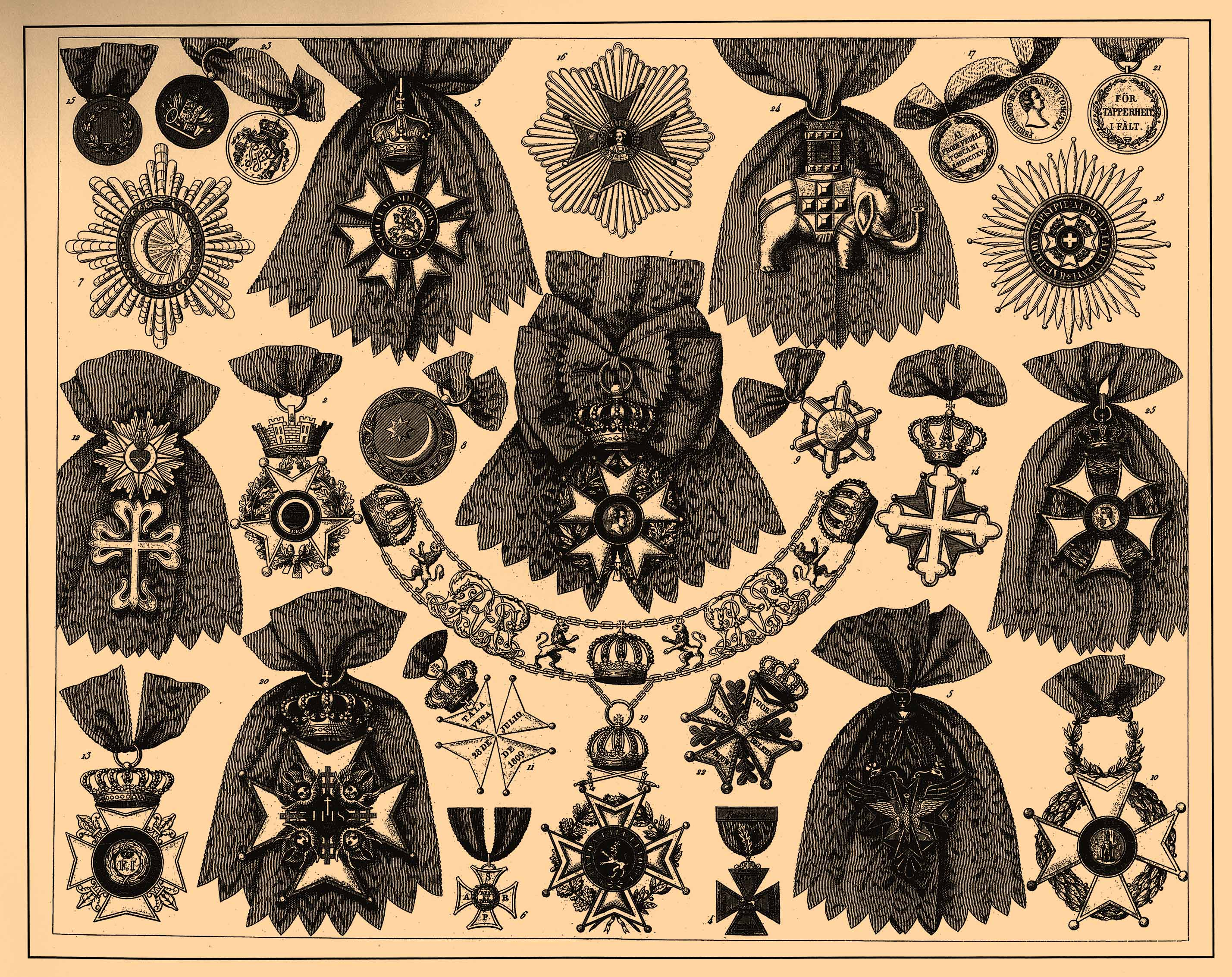
Tabella riassuntiva dei maggiori ordini cavallereschi del XIX secolo

Gli ordini cavallereschi sono ordini di merito e distinzione creati dai sovrani europei dopo la fine delle Crociate, occasione in cui erano stati fondati gli Ordini religiosi cavallereschi.
La memoria di questi ordini militari crociati è stata poi idealizzata e romanticizzata, creando la concezione tardo-medievale della cavalleria, riflessa anche nei romanzi del ciclo arturiano. Dopo il Rinascimento vennero creati nuovi ordini cavallereschi.

## Storia
Alla fine del XVII secolo apparvero nuovi ordini cavallereschi che avevano forme esteriori che richiamavano i vecchi ordini medievali (come i rituali e le strutture) ma erano essenzialmente ordini di merito, destinati a ricompensare i servizi svolti allo Stato. A differenza degli ordini degli stati repubblicani, gli ordini cavallereschi delle monarchie erano aperti ai nobili di nascita o conferivano titoli nobiliari, come l'Ordine militare di Massimiliano Giuseppe.
Gli ordini di merito che conferivano ancora privilegi della Cavalleria medievale venivano talvolta descritti come ordini cavallereschi. In conseguenza di ciò alcuni stati repubblicani hanno preferito evitare la tradizionale struttura di ordini cavallereschi medievali e fondare nuovi ordini di merito, come ad esempio l'Ordine al Merito di Germania o l'Ordine al Merito della Repubblica Austriaca.

## Classificazione storica generale
Intorno alla metà del XVI secolo, gli ordini cavallereschi erano distinti in:
- Ordini di croce: erano soggetti a regole religiose e avevano come insegna una croce che i cavalieri portavano sull'abito (Ordine del Santo Sepolcro, Ordine di Malta, Ordine di Santo Stefano Papa e Martire, Ordine Teutonico, Ordine di San Lazzaro);
- Ordini di collare: erano fondati da dinastie regnanti e conferiti a personaggi importanti, non erano soggetti a regole religiose e avevano come insegna un collare (Ordine della Giarrettiera, Ordine Supremo della Santissima Annunziata, Ordine del Toson d'oro, Ordine militare del Sangue di Gesù Cristo);
- Ordini di sperone: erano creati da papi e sovrani per premiare benemerenze (Ordine dello Speron d'Oro).

Nel XVIII secolo gli ordini cavallereschi vennero classificati in ereditari e acquisiti. Questi ultimi vennero classificati in:
- religiosi, soggetti a regole religiose
- militari, conferiti per ricompensare meriti militari;
- onorari, conferiti per ricompensare meriti civili. Gli ordini onorari vennero distinti a loro volta in:

Grandi ordini, conferiti a membri di case regnanti;
Ordini di corte, conferiti a membri dell'aristocrazia;
Ordini di merito, accessibili per meriti a qualsiasi ceto sociale.
In seguito vennero proposte altre classificazioni:
- Ordini cavallereschi per periodo di creazione:

Ordini cavallereschi medioevali: fondati durante il Medio Evo o il Rinascimento
Ordini cavallereschi moderni: fondati dopo il 1789
- Ordini cavallereschi per religione:

Ordini cavallereschi cattolici: i membri devono essere esclusivamente di religione cattolica.
Ordini cavallereschi protestanti: i membri devono essere esclusivamente di religione protestante o riformata.
Ordini cavallereschi ortodossi: i membri devono essere esclusivamente di religione cristiano ortodossa.
- Ordini cavallereschi per genere:

Ordini cavallereschi dinastici o monarchici: creati da un monarca che è fons honorum, sia esso regnante o meno.
Confraternite cavalleresche: fondate da un nobile, di alta o bassa nobiltà.
Fratellanze cavalleresche: fondate solo per uno specifico scopo.
Ordini cavallereschi votivi: fondati per un periodo di tempo limitato dai membri per attendere ad un voto fatto.
Ordini cavallereschi onorifici: costituiti soltanto da insegne onorifiche concesse ai cavalieri in occasioni di festività, composti solo da una coccarda o un distintivo di varia natura
Ordini finto-cavallereschi: conclamate imitazioni di ordini, privi di statuti e limitazioni.
D'Arcy Boulton nel 1987 classificò gli ordini cavallereschi nelle seguenti categorie:

## Tipologie

### Ordini dinastici o monarchici
- Gli ordini monarchici o dinastici sono ordini cavallereschi legati alla persona del sovrano. Tra quelli fondati nel tardo medioevo (quattordicesimo e quindicesimo secolo) ci sono:

1. Ordine di San Giorgio, fondato da Carlo I d'Ungheria nel 1325
2. Ordine della Giarrettiera, fondato da Edoardo III d'Inghilterra nel 1348
3. Ordine Supremo della Santissima Annunziata, fondata da Amedeo VI di Savoia nel 1362.
4. Ordine dell'Ermellino, fondato da Giovanni V, duca di Bretagna nel 1381, fu il primo ordine ad accettare le donne
5. Ordine dell'Arcolaio, fondato dalla regina Margherita moglie di Carlo III re di Napoli, durante il regno di suo figlio Ladislao, fu il primo ordine italiano ad accettare le donne
6. Ordine del Drago, fondato in 1408 da Sigismondo d'Ungheria
7. Ordine del Toson d'oro, fondato dal duca Filippo III di Borgogna nel 1430
8. Ordine di San Michele, fondato da Luigi XI di Francia nel 1469

- Ordini post medievali. Tra essi ci sono:

1. Ordine di Santo Stefano Papa e Martire (1561)
2. Ordine dei Santi Maurizio e Lazzaro (1573) nato dalla fusione dell'Ordine Cavalleresco e Religioso di san Maurizio e dell'Ordine per l'Assistenza ai Lebbrosi di san Lazzaro
3. Ordine dello Spirito Santo (1578)
4. Ordine del Cordone Giallo (1580)
5. Ordine del Redentore (1608)
6. Ordine dell Concezione (1612)
7. Ordine del Cardo (1687)
8. Ordine di San Giuseppe (1807)
9. Ordine della Corona di Ferro (1805 e 1816)

- Ordini dinastici non nazionali, concessi ancora nonostante la monarchia sia stata abolita. Tra essi ci sono:

1. Ordine del Toson d'oro (ramo austriaco)
2. Ordine dello Spirito Santo
3. Ordine del Principe Danilo I di Montenegro
4. Ordine di San Pietro di Cettigne

### Ordini monarchici distribuiti per Stati
REGNO DEL PORTOGALLO
- Militare di Aviz, 1147
- Militare dell'Ala di San Michele, 1171
- Militare di Santiago della Spada, 1280
- Militare di Cristo de Tomàr, 1319
- Militare della Torre e Spada, 1459
- di Nostra Signora della Concezione, 1818
- di Santa Elisabetta, 1801

REGNO DI SPAGNA
- Militare di Calatrava, 1158
- Militare di Santiago di Compostela, 1161
- Militare di Alcantara, 1219
- Militare di Nostra Signora di Montesa, 1317
- Militare di Cristo, 1220
- Militare della Banda, 1332-1492
- della Mercede, 1218
- del Toson d'Oro, 1712
- di Carlo III, 1770
- Reale, 1801
- di Maria Luisa,1792
- di San Ermenegildo, 1814
- di Isabella la Cattolica, 1815
- San Ferdinando, 1821
- Isabella II, 1833

REGNO DI FRANCIA
- Militare della Bandiera, 1723
- Merito Militare della Spada, 1759
- della Stella, 1351-1760
- di San Michele, 1469
- dello Spirito Santo, 1579
- di San Luigi, 1693
- di San Giorgio di Borgogna, 1485
- di San Lazzaro e del Monte Carmelo, 1608
- del Corpdelìe, 1498
- Militare della Legion d'Onore, 1802
- dei Tre Tosoni, 1809-1815

IMPERO D'AUSTRIA
- Militare Teutonico, 1191 (Deutsche Order)
- Militare di Maria Teresa, 1757 (Maria Theresien Order)
- Militare di Elisabetta, 1750 (Elisabethen Order)
- del Merito Militare, 1816
- Militare della Corona di Ferro, 1816-1866, civile e militare
- del Toson d'Oro, 1429 (Golden Vleiss)
- di Santo Stefano d'Ungheria, 1764
- di San Leopoldo, 1808
- di Francesco Giuseppe, 1849
- della Croce Stellata, 1668, femminile (Gestirnte Kreuz Order)
- di San Giorgio di Millstatt, 1468 (St. Georg von Millstatt)
- dell'Amore, 1707 (Lieben Order)

REGNO UNITO DI GRAN BRETAGNA
- Militare della Giarrettiera, 1340
- Militare del Cardo e San Andrea della Scozia, 1513
- Militare delle Indie, 1837
- del Bagno, 1399, 1725
- di San Patrizio d'Irlanda, 1783
- della Stella dell'India, 1861
- della Corona dell'India, 1878, femminile
- di San Giovanni, 1560
- dei Guelfi, 1815-1866
- di San Michele e San Giorgio delle Isole Ionie, 1818-1866

REGNO DI PRUSSIA
- del Merito Militare, 1740 (Militaerische Verdienst)
- del Merito Civile, 1842
- del Cigno di Cleve, 1440 (Klevische Schwanen Order)
- della Generosità, 1680
- della Sincerità di Bayreuth, 1660 (Auffichtigkeit Order)
- dell'Aquila Nera, 1701
- dell'Aquila Rossa di Bayreuth, 1705
- di San Giovanni, 1812, 1852
- della Croce di Ferro, 1813
- di Luisa, 1814
- della Casa di Hohenzollern, 1841
- Teutonico, 1191
- della Corona, 1861
- della Croce d'Onore di Casa Hohenzollern, 1851, ordine reale dal 1851

REGNO DI SARDEGNA E SAVOIA
- Supremo della Santissima Annunziata, 1362
- Militare dei Santi Maurizio e Lazzaro, 1572
- del Merito Militare di Savoia, 1815
- del Merito Civile di Savoia, 1815
- della Corona d'Italia, 1868

REGNO DI BAVIERA
- Militare di Massimiliano Giuseppe, 1806
- del Merito Civile della Corona, 1806
- Merito della Corte di Baviera, 1808
- di Sant'Anna di Würzburg, 1714, 1811
- di San Michele, 1824
- di Santa Elisabetta del Palatinato, 1766
- di San Giorgio, 1729
- del Leone del Palatinato, 1768
- Reale di Ludovico, 1827
- di Teresa, 1827
- di Massimiliano, 1853
- di Sant'Anna del convento a Monaco, 1784, 1802
- di Sant'Uberto di Jülich, 1444, 1709 (Palatinato)

REGNO DI SASSONIA
- Militare di Sant'Enrico, 1736
- del Merito Civile, 1815
- Reale Ernestino, 1816
- Fedeltà, 1694
- della Corona di Ruta, 1807
- dell'Amicizia, 1692
- della Fedeltà, 1694
- di Alberto l'Animoso, 1850

REGNO DI HANNOVER
- dei Guelfi, 1815, 1841
- di San Giorgio, 1839

REGNO DELLE DUE SICILIE
- del Merito di San Ferdinando, 1800
- Militare di San Giorgio Costantiniano, 1734
- Reale di San Gennaro, 1738-1805
- Reale e Militare di San Giorgio della Riunione, 1808, 1819
- delle Due Sicilie, 1808
- della Stella di Sicilia, 1595
- di Carlo III o dell'Immacolata Concezione, 1770
- di Francesco I, 1829

STATI PAPALI
- Militare di San Giorgio, 1492
- Militare di San Giorgio di Ravenna, 1534-1831
- dello Speron d'Oro o di San Silvestro, 1445-1841
- di Gesù, 1459
- del Giglio, 1542
- di Loreto, 1586-1796
- Militare di S. Giorgio di Ravenna, 1534-1831
- di San Giovanni Battista, 1560
- di San Gregorio Magno, 1831
- di Pontificio di Pio IX, 1847
- di Santo Sepolcro, 1494
- dei Santi Pietro e Paolo

REGNO DEI PAESI BASSI
- Militare di Guglielmo, 1815
- del Leone Neerlandese, 1815
- Teutonico, 1815
- della Corona di Quercia di Lussemburgo, 1841-1890
- del Leone d'Oro della Casa di Nassau del Lussemburgo, 1858-1890

REGNO DEL BELGIO
- Civile e Militare di San Leopoldo, 1832
- della Corona, 1897
- di Leopoldo II, 1900

REGNO DI DANIMARCA
- Militare dell'Elefante, 1462, 1693
- Militare del Dannebrog, 1219, 1693
- della Fedeltà, 1670

REGNO DI SVEZIA
- Militare della Spada, 1523
- dei Serafini, 1748
- della Stella Polare, 1748
- di Wasa, 1772
- di Carlo XIII, 1811
- di Sant'Olaf, 1847

REGNO DI POLONIA
- Militare dell'Aquila Bianca, 1705
- Militare Portaspada, 1203
- Merito Militare, 1791
- della Fedeltà di Sassonia, 1694
- di San Stanislao, 1765

IMPERO RUSSO
- S. Andrea, 1698
- S. Caterina, 1714
- S. Alessandro Newskij, 1745
- S. Giorgio, 1769
- S. Vladimiro, 1782
- S. Anna (di Gottorp), 1762

REGNO DI GRECIA
- Salvatore, 1834
- SS. Michele e Giorgio, 1865 per le Is. Ionie
- S. Giorgio, 1915

REGNO DI JUGOSLAVIA
- della Corona, 1929

REGNO DI ROMANIA
- della Corona, 1881

IMPERO OTTOMANO
- Imperiale del Médjidié, 1852
- della Gloria (Nischan Iftihar), 1831
- Luna, 1799

IMPERO DI PERSIA
- Sole e del Leone, 1808
- della Corona, 1926

IMPERO DEL GIAPPONE
- della Corona, 1888, femminile

REGNO DEL SIAM
- della Corona, 1869

STATI UNITI D'AMERICA
- Cincinnato, 1783

MESSICO
- Nostra Signora di Guadalupe, 1853

IMPERO DEL BRASILE
- Imperiale della Croce del Sud, 1822
- Pietro I, 1826
- Imperiale della Rosa, 1829
- Cristo, 1843
- S. Benedetto d'Aviz, 1843
- S. Giacomo della Spada, 1843

GRANDUCATO DI TOSCANA
- Militare di S. Stefano, 1562, 1817
- Merito di S. Giuseppe, 1814
- Croce Bianca, 1814
- Merito Militare, 1852

ASSIA ELETTORALE
- Merito Militare, 1769
- Virtù Militare, 1769
- della Casa del Leon d'Oro, 1770
- Elmo di Ferro, 1814
- Elettorale di Guglielmo, 1851

GRANDUCATO D'ASSIA
- Ludovico, 1807
- Filippo il Magnanimo, 1840

REGNO DEL WUERTTEMBERG
- Merito Militare, 1759
- della Caccia, 1709
- del Calvario, 1704, femminile
- della Corona, 1818
- di Federico, 1830

GRANDUCATO DEL BADEN
- della Casa e della Fedeltà, 1715 (Rastadt)
- Merito Militare di Carlo Federico, 1807
- del Leone di Zaehringen, 1812

GRANDUCATO DI SASSONIA WEIMAR
- del Falcone Bianco o della Vigilanza, 1732

GRANDUCATO DI OLDENBURGO
- Merito di Pietro Federico, 1838

GRANDUCATO DEL MECKLENBURGO
- Corona dei Vendi, 1864

GRANDUCATO DEL LUSSEMBURGO
- Corona di Quercia, 1841, 1890
- Leone d'Oro, 1858, 1890
- Adolfo di Nassau, 1890

DUCATO DI SASSONIA COBURGO
- S. Gioacchino, 1755

DUCATI SASSONI
- della Casa Ernestina, 1690 (Gotha)

ARCIVESCOVATO DI SALISBURGO
- S. Ruperto, 1701-1796

VESCOVATO DI WUERZBURG
- S. Anna, 1714

DUCATO DI HOLSTEIN GOTTORP
- S. Anna, 1735, poi assorbito dalla Russia

ELETTORATO DI COLONIA
- S. Michele, 1693-1796

PRINCIPATI DEGLI HOHENLOHE
- della Fenice, 1757

DUCATI DI ANHALT
- Alberto l'Orso, 1836

DUCATO DI BRUNSWICK
- Enrico il Leone, 1834

DUCATO DI NASSAU
- del Leone d'Oro di Weilburg, 1858-1866, dal 1890 al Granducato del Lussemburgo
- di Adolfo, 1858-1866, dal 1890 al Granducato del Lussemburgo

DUCATO DI PARMA
- Militare di S. Giorgio Costantiniano, 1735
- S. Ludovico (di Lucca) al Merito Civile, 1836

DUCATO DI LUCCA
- Merito Militare di S. Giorgio, 1833
- Merito Civile di S. Ludovico, 1836

DUCATO DI MODENA
- Aquila d'Este, 1855

REPUBBLICA DI VENEZIA
- S. Marco della Stola d'Oro, 1562

REPUBBLICA DI GENOVA
- S. Giorgio, 1452

REPUBBLICA DI S. MARINO
- della Cavalleria di S. Marino, 1859
- Medaglia d'Onore, 1859

PRINCIPATO DI MONACO
- S. Carlo, 1858

MALTA
- Ospitalieri di S. Giovanni di Gerusalemme, 1113

### Confraternite cavalleresche
Le confraternite cavalleresche sono ordini di cavalleria con la presidenza nelle mani di un nobile:
- Gli ordini principeschi sono stati fondati da nobili di alto rango, e la maggior parte di loro sono stati creati ad imitazione dell'Ordine del Toson d'oro, dopo il 1430:

1. Ordine di Santa Caterina, fondato da Uberto, Delfino del Viennese nel 1335 circa
2. Ordine di Sant'Anthonio, fondato da Alberto I di Baviera nel 1384
3. Ordine dell'Aquila, fondato da Alberto von Habsburg nella società 1433
4. Ordine di Nostra Signora (Ordine del Cigno), fondato da Federico II di Brandeburgo nel 1440
5. Ordine di Sant'Uberto, fondato da Gerardo V di Jülich e di Berg nel 1444
6. Ordine della Luna Crescente, fondato da Renato d'Angiò nel 1448
7. Ordine di San Gerolamo, fondato da Federico II di Sassonia nel 1450

- Ordini baronali, fondati dai nobili di minore nobiltà:

1. Ordine di San Uberto (Barrois), 1422
2. Nobile Ordine di San Giorgio di Rougemont, chiamato anche Confraternita di San Giorgio di Borgogna (Franca Contea, 1440).

### Fratellanze cavalleresche
Le fratellanze cavalleresche sono ordini cavallereschi sono stati formati ad hoc per certa impresa:
1. Ordine del Cigno Nero, fondato da 3 principi e da 11 cavalieri in Savoia (1350)
2. Corpo e Ordine di Tiercelet, fondato dal visconte di Thouars e 17 barons in Poitou (1377-1385)
3. Ordine della Mela, fondato da 14 cavalieri in Alvernia (1394)
4. Compagnia del Levriero, fondato da 44 cavalieri nel Barrois (1416-1422), successivamente si è convertito nella Confraternita di San Uberto.

### Ordini votivi
Gli ordini votivi sono ordini cavallereschi creati temporaneamente in base ad un voto: erano divertissiment cavallereschi cortesi piuttosto che reali impegni come nel caso degli ordini fraterni.
1. Emprise de l'Escu vert à la Dame Blanche, fondata da Jean Le Maingre e da 12 cavalieri nel 1399 per la durata di 5 anni
2. Impresa del ferro del prigioniero (Emprise du Fer de Prisonnier ) fondato da Giovanni di Borbone e 16 cavalieri nel 1415 per la durata di 2 anni
3. Impresa della bocca del drago (Emprise de la gueule de dragon ) fondata dal conte Jean de Foix nel 1446 per un anno.

### Falsi ordini
I falsi ordini erano delle creazioni che seguivano la moda cavalleresca per il divertimento dei principi. Erano senza statuti e privi di un numero prefissato di membri:
1. Ordine dell'Aquila d'Italia, creato da Ugo di Provenza nel 941[1]
2. Ordre de la Cosse de Genêt, fondato da Carlo VI di Francia nel 1388
3. Ordine del porcospino, creato da Luigi d'Orléans nel 1394
4. Ordine della Colomba, Castiglia, 1390
5. Ordine della Scala di Castiglia, ca. 1430

### Ordini onorifici
Gli ordini onorifici erano insegne onorifiche concesse ai cavalieri nelle occasioni festive, non consistenti in null'altro che nell'insegna:
1. Cavalieri di Santa Caterina del Monte Sinai, simile al precedente, concesso dall'undicesimo al quindicesimo secolo.
2. Ordine dello Speron d'Oro, ordine papale
3. Ordine del Bagno, in Inghilterra

### Ordini cristiani
Gli ordini cristiani sono ordini istituiti con bolle papali o patriarcali, solitamente hanno carattere internazionale e sono quindi riconosciuti in tutto il mondo civilizzato. Sono retti da Principi Gran Maestri a cui sono delegati i poteri di attribuzione di titoli nobiliari, registrati con atto notarile, a coloro i quali per meriti e condotta se ne siano resi degni.

I titoli sono riconosciuti ufficialmente nelle nazioni ove sia presente una forma di governo monarchico (Regno Unito, Principato di Monaco, Spagna) e riconosciuti anche da nazioni come per esempio la Francia. Gli Ordini hanno finalità benefiche ed evangeliche.

#### Ordini di Rango e Nobilitazione della Santa Sede nei secoli
La Milizia Aurata o Speron d'Oro è stata "usata" quale titolo di rango e nobilitazione fino al 1841, unico conferimento della Santa Sede a riconoscere nobiltà gentilizia e a concedere nobiltà ereditaria, nonché, con analogo valore, sostituito dall'Ordine Piano e in particolare dal Cavalierato di Prima Classe, poi di Gran Croce, fondato da Pio IX e anch'esso denobilitato da Pio XII nel 1939. Vedere: Cesare Brancaleone, "Legislazione Nobiliare Pontificia-La Nobiltà Romana", Rivista Araldica, Collegio Araldico Romano, 1903 e Temistocle Bertucci, Titoli Nobiliari e Cavallereschi Pontifici, Collana di Monografe Storico-Genealogico-Cavalleresche "Mentore",Roma, 1925 (Anastatica: Edizioni C.L.D. Libri, 2009).

#### Norme sull'uso delle decorazioni
Nell'utilizzo delle decorazioni degli ordini cavallereschi esistono delle norme precise circa l'abbigliamento e la disposizione delle varie decorazioni secondo un ordine prestabilito. Di norma viene data precedenza alle onorificenze nazionali. L'onorificenza di grado più elevato viene sempre per prima, da destra verso sinistra se si tratta di medaglie o croci sospese da nastrini, dall'alto al basso se si tratta di placche da petto.
Se l'insignito ha ricevuto più gradi della stessa onorificenza si indossa sempre e solo l'insegna del grado più elevato. Per la precedenza tra le insegne degli ordini cavallereschi, si dà maggiore importanza agli ordini cavallereschi in base all'anno di fondazione e alle loro caratteristiche (ordini supremi, ordini civili, ecc.). Nel caso di onorificenze concesse anche da Paesi esteri si dà precedenza prima alle decorazioni del proprio stato di origine e poi a quelli degli altri stati. Se ci si trova all'estero, le onorificenze ricevute da quello Stato vengono di regola portate subito dopo le onorificenze nazionali.
Le onorificenze straniere hanno precedenza su quelle nazionali in ricorrenza di feste, ricevimenti o solennità particolari che coinvolgano un paese straniero.

### Utilizzo di abiti particolari
Nell'uniforme vengono portate le decorazioni come previsto da ciascun ordine, sia che si utilizzi un'uniforme militare o istituzionale (come ad esempio quella delle ambascerie). Nel caso di ordini cavallereschi che adottino un'uniforme propria, essa viene indossata unicamente nelle cerimonie previste da quell'Ordine.
- Nel frac le decorazioni vengono portate come segue: una sola fascia di gran croce (posta sul panciotto della giacca), una sola commenda, una o più placche, fino ad un massimo di quattro. Le decorazioni a medaglia si portano nel formato miniatura sul risvolto sinistro della marsina.
- Nello smoking, si portano unicamente le decorazioni nel formato miniatura sul risvolto sinistro della giacca con l'opzione di una sola rosetta da occhiello.
- Nell'abito da visita è consentito portare solo una rosetta all'occhiello.